# Прудников, Юрий Анатольевич
Юрий Анатольевич Прудников (28 апреля 1946, Москва) — советский футболист, выступавший на позиции защитника. Сыграл 53 матча в высшей лиге СССР.

## Биография
Воспитанник ДЮСШ московско-ярославской железной дороги, первый тренер — Валерий Борисович Бехтенев. В 1964 году начал выступать за дубль московского «Локомотива». 23 июля 1965 года сыграл первый матч за основной состав железнодорожников в высшей лиге против минского «Динамо». Всего за «Локомотив» сыграл 42 матча в высшей лиге и одну игру в Кубке СССР.
Летом 1967 года перешёл в московское «Динамо» и за оставшуюся часть сезона провёл 6 матчей в высшей лиге. В 1968 году также числился в «Динамо», но выступал только за дубль. С 1969 года выступал за другие команды общества «Динамо» — ленинградское из первой лиги и брянское из второй. Во второй половине сезона 1971 года играл в первой лиге за «Крылья Советов». В 1972 году вернулся в московское «Динамо» и провёл в его составе ещё 5 матчей, но закрепиться в команде не смог и большую часть времени выступал за дубль. В общей сложности в дубле бело-голубых сыграл 68 матчей и забил 1 гол.
В конце карьеры выступал за вологодское «Динамо» во второй лиге и за московский «Фрезер» в соревнованиях коллективов физкультуры.